# Equord
Equord [ʔeːkwɔrt] ist ein Ortsteil der Gemeinde Hohenhameln im Landkreis Peine in Niedersachsen, an der L 413 etwa auf halbem Wege nach Peine gelegen.

## Geschichte
Equord wurde erstmals im Jahre 1179 urkundlich erwähnt. Heute (2023) zählt der Ort 825 Einwohner. Im Dorf liegt das Rittergut Equord, das ursprünglich der Familie von Saldern gehörte. Hans Adam von Hammerstein (1571/79–1653) heiratete in erster Ehe Elisabeth von Salder zu Equord und übernahm deren Familienbesitz. Später wurde sein Sohn aus zweiter Ehe, der Großvogt von Celle, Georg Christoph von Hammerstein (1624–1687), Herr auf Equord. Er begann – inspiriert durch eine Italienreise – mit dem Bau der Kirche St. Marcus als Gutskapelle mit Familiengruft im Stil einer barocken italienischen Kuppelkirche. 1710 vollendete sein Sohn, Generalleutnant Alexander von Hammerstein, den Bau. Im 20. Jahrhundert verkaufte die Familie Hammerstein ihren Besitz. Im Dezember 2016 wurde das Gutshaus an Rolf Neumann aus Lehrte verkauft, das Gutsland erwarb der Rethmarer Gutsbesitzer Ludwig Block-Grupe.
Equord wurde am 1. März 1974 in die Gemeinde Hohenhameln eingegliedert.

### Erklärung des Ortsnamens
Alte Bezeichnungen des Ortes sind 1179 Eiquarde, 1196 Ekwarde, 1360 Ecwarde, 1458 Equerde, 1403 Equorde, 1325 Ekquorde, 1356 Ekworde, 1500 Eqworde, 1445 Eckworde, 1571 Eickword und 1852 Equor. Die Entwicklung des Namens lässt erkennen, dass aus Ekward zunächst Ekword und dann Equord geworden ist. Equord setzt sich aus den Bestandteilen „ek“ für „Eiche“ und „worth“ zusammen. Der Bestandteil „worth“ gehört zu mittelniederdeutsch „wurt, wort“, altsächsisch „wurdh“ für „Boden“, altenglisch „wordh“ für „Straße vor einem Haus“.

## Politik

### Ortsrat
Der Ortsrat, der Equord vertritt, setzt sich aus sieben Mitgliedern zusammen. Die Ratsmitglieder werden durch eine Kommunalwahl für jeweils fünf Jahre gewählt.
Bei der Kommunalwahl 2021 ergab sich folgende Sitzverteilung:
| Ortsrat 2021Insgesamt 7 Sitze - SPD: 4 - FDP: 1 - CDU: 2 |

### Ortsbürgermeister
Ortsbürgermeister ist Peter Goor (SPD).

## Kultur und Sehenswürdigkeiten

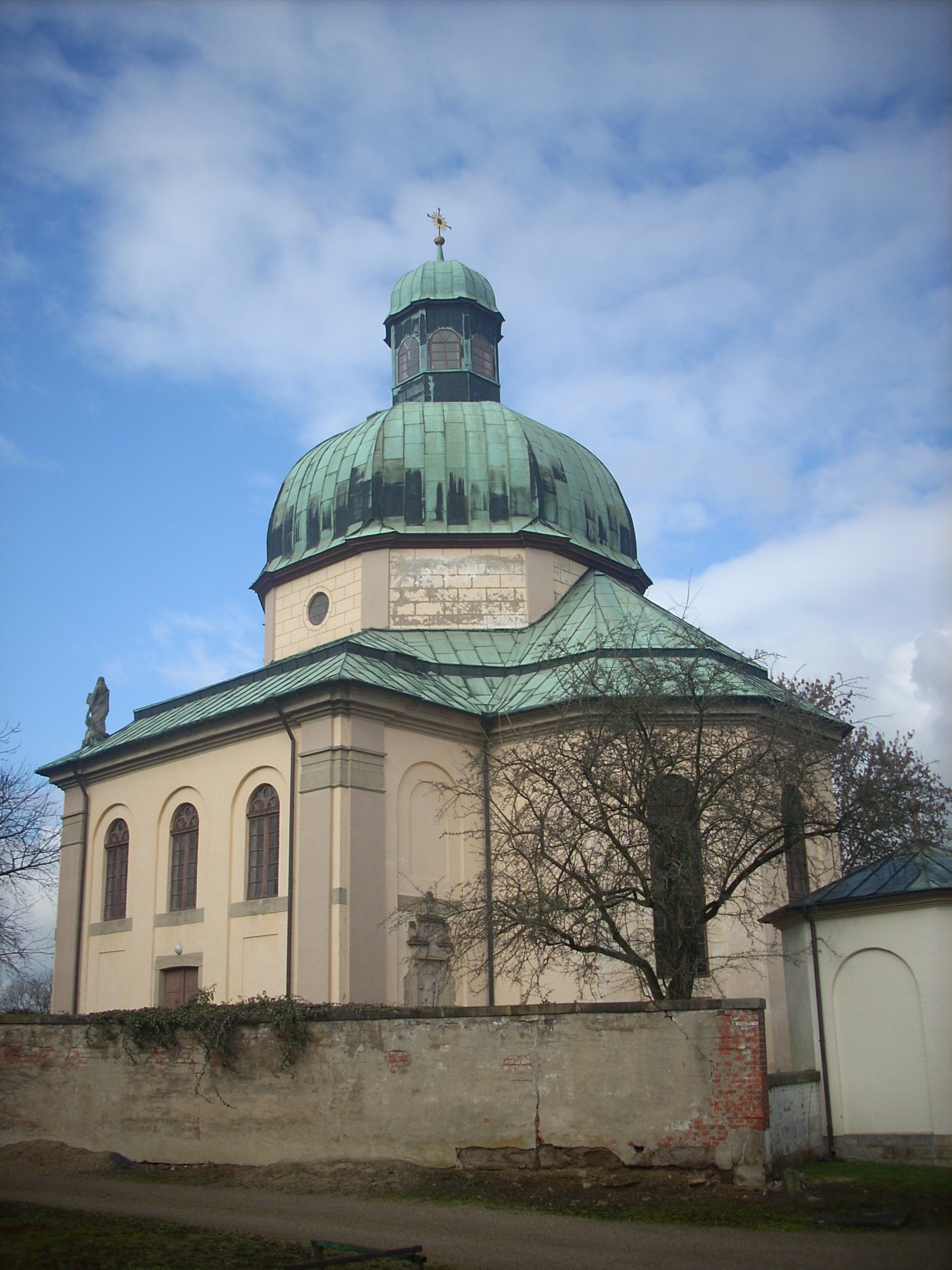
Die Markuskirche, genannt der „Kleine Petersdom“ von Equord

### Bauwerke
Die St.-Markus-Kirche in Equord heißt im Volksmund „Kleiner Petersdom“ (etwa 16fach verkleinert). Das trifft jedoch nur sehr allgemein auf den italienischen Charakter der barocken Kuppelkirche zu. Zum 1. April 1949 wurde die ursprünglich eigenständige Gutsparochie Equord durch Verfügung des Landeskirchenamts Hannover aufgelöst und der Bereich in die Kirchengemeinde Mehrum eingepfarrt.

### Equorder Carnevals Club von 1973
Nach seiner Gründung konnte der Equorder Carnevals Club von 1973 im Jahre 1998 sein 25-jähriges Bestehen feiern.

## Wirtschaft und Infrastruktur

### Unternehmen
Im Jahre 1877 entstand in Equord eine Zuckerrübenfabrik, die im Jahr 1965 nicht mehr existierte.
Im Jahre 1965 gab es im Ort die Fabrik Beton- und Monierbau AG, welche Stahlbetonfertigteile für den Industriebau und Großtafeln für den Hochbau produzierte, deren Beschäftigtenzahl im Jahre 1963 bei 180 Personen lag und welche vermutlich ab 1956 in Equord ansässig war.

### Verkehr

#### Straßen und Brücken
Die Hämelerwalder Straße ist die Hauptstraße des Ortes. Von Norden kommend überquert sie kurz nach der Lindenstraße die Burgdorfer Aue.

#### Bus
Im Ort verkehrt eine Buslinie des ÖPNV.

### Friedhof
Im Norden von Equord, an der Lindenstraße gelegen, befindet sich der Friedhof des Ortes.